# Comuna Mîkilske, Milove
Mîkilske (în ucraineană Микільське) este o comună în raionul Milove, regiunea Luhansk, Ucraina, formată din satele Blahodatne, Cervona Zorea, Dibrova, Homînske, Mîkilske (reședința) și Vodeanolîpove.

## Demografie
Componența lingvistică a comunei Mîkilske
     Ucraineană (91,61%)
     Rusă (6,8%)
     Alte limbi (0,04%)
Conform recensământului din 2001, majoritatea populației comunei Mîkilske era vorbitoare de ucraineană (91,61%), existând în minoritate și vorbitori de rusă (6,8%).